# 莫拉克風災各方反應

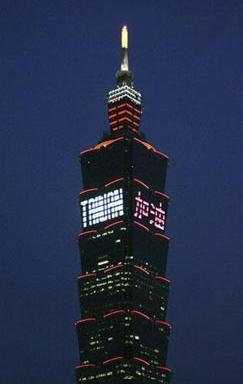
8月17日起，台北101特以「TAIWAN加油」燈飾為災民打氣、祈福。

以下紀錄為中華民國（台灣）國內外各界對於八八水災的捐助。

## 捐款

### 民眾捐款與自發性援助
- 截至8月13日為止，由中華民國紅十字會、伊甸社會福利基金會、台灣世界展望會、家扶基金會等公益團體組織與Yahoo!奇摩合辦的網路八八水災聯合募捐計畫，已募得約新台幣3千萬元的善款[1]。
- 許多公營、民營企業、大學或研究機構內部均發動員工一日捐，或是由員工自行決定捐輸金額，捐款予相關公益組織，或是採買物品送至災區方式，以此類型捐輸與轉換物資的方式無法統計其金額，但足以表現台灣人民在此次災變中對受災民眾的關懷與協助之意[2][3]。
- 網路科技在此次災變中發揮相當大的功效，包括PTT、Plurk、Twitter、台灣論壇在內的各大社群網站多以明顯公告、置頂或是轉文等方式，通知所屬會員、朋友或其他網友相關的物資需求與捐輸管道，讓捐款與物資募集的速度得以加快[4][5]。網路上與八八水災相關的串連也逐漸展開，例如MSN小太陽祈福行動以及無名小站各種揪團活動等[6]。

- 8月11日，公益彩券開出的大樂透2.84億頭獎，頭獎得主捐款賑災。該名得主將扣稅後可領取的2億2千7百59萬元獎金，捐出699萬元做公益，除399萬元做為八八水災賑災之用，另再捐300萬元給中國信託慈善基金會。[7][8]

- 在加拿大愛民頓（Edmonton）當地的僑社，台灣大專校友會旅加西分會與愛城台灣同鄉會共同為台灣八八水災募得近八千加幣，款項均交由慈濟基金會統籌運用於台灣救災之用。[9]

### 演藝圈與電視台募款捐助
- TVBS在2009年8月10日20時至2009年8月11日凌晨1時，在TVBS頻道直播《惡水無情 人間有情 募款為災童特別報導》，由李濤、李豔秋、于美人、方念華、詹慶齡等人主持，募款所得超過新台幣1億元。

- 台灣電視公司（台視）捐出新台幣100萬元，中國電視公司（中視）旗下的中視愛心基金會設立的「中視愛心專戶」捐出新台幣2000萬元，中華電視公司（華視）發動全體員工捐出一日所得[10]。

- 民間全民電視公司（民視）在2009年8月13日22時至2009年8月14日零時播映八八水災賑災特別節目《民間有情 全民送愛》，主持人為胡瓜與陳美鳳，採用《明日之星Super Star》佈景。[11][12]

- 中視、中天電視與中華民國紅十字會合作，在2009年8月14日18時至2009年8月15日凌晨一時播映八八水災賑災特別節目《把愛傳出去 88賑災晚會》，製作人為王鈞與王偉忠，主持人為張小燕、張菲、胡瓜、吳宗憲、沈春華、陶晶瑩、曾國城、庹宗康，分為〈台灣加油〉、〈人間有愛〉、〈星光有情〉等三大主題（長度各為2小時），採用《超級星光大道》佈景，中視無線台、中視綜藝台、中天娛樂台、中天北美台（中天國際台北美版）、中天亞洲台（中天國際台亞洲版）、愛爾達綜合台（中華電信MOD專屬頻道）聯播，也提供網路直播[13][14][15][16][17]。香港的亞洲電視本港台從2009年8月14日21時加入聯播[18]。鳳凰衛視資訊台也在晚會直播時段插播晚會現場畫面，鳳凰網也進行網路直播[19]。上海東方衛視在當晚直播的《天使在人间 上海援助台风灾区大型赈灾晚会》也錄播《把愛傳出去》部份藝人演唱片段。《把愛傳出去》募款所得超過新台幣5億元。

- 三立電視與《蘋果日報》合作，2009年8月14日18時至2009年8月15日零時在三立都會台直播八八水災賑災特別節目《想要有個家 八八水災募款行動》，主持人為李晶玉、廖筱君、曾國城、王仁甫等，募得款項將全部捐給中華民國紅十字會。[20][11]

- 台視、非凡電視與台灣世界展望會合作，2009年8月15日18時至20時直播八八水災賑災特別節目《希望不滅 八八賑災 守護家園》，台視主頻、非凡新聞台、非凡商業台聯播，主持人為劉麗惠、劉祝華、陳建州、張洛君，並與國立台灣體育大學林口綜合體育館內的第20屆「飢餓三十」參加者一同祈福。[21][22]

- 華視、公共電視台（公視）、原住民族電視台（原視）、客家電視台（客視）與台灣宏觀網路電視在2009年8月16日20時至23時聯播八八水災賑災特別節目《台灣有愛 八八水災關懷音樂夜》，主持人為黃韻玲與康康，開放觀眾以行動電話傳送「祈福簡訊」。

- 大愛電視與慈濟基金會合作，在2009年8月16日21時至23時直播八八水災賑災特別節目《以愛撫平傷痛 用善消弭災難 八八重建 募心募款》，主持人為葉樹姍、簡守信、靳秀麗、黃添明。[23]

- 台灣歌手周杰倫透過杰威爾音樂捐贈新台幣200萬元給TVBS關懷台灣文教基金會[24]，台灣歌手蔡琴捐贈新台幣100萬元給台灣世界展望會，[25]

- 台灣綜藝節目主持人豬哥亮捐出民視綜藝節目《豬哥會社》一個月4集主持費，總金額將近新台幣一百萬元，但他說必須取得楊登魁（豬哥亮的債權人）與和展影視（《豬哥會社》製作單位）同意。[26]台灣演員陳昭榮在其官方部落格宣佈，透過其父陳忠雄擔任創會理事長的台北市心蓮心公益協會，捐贈台東縣關山鄉農會5000公斤白米與棺材[27]。

- 台灣歌手江蕙在其官方部落格號召歌迷捐款，並私下致電友人募款，獲得全聯福利中心董事長林敏雄捐贈新台幣1000萬元，台灣索尼音樂娛樂旗下歌手王力宏捐出新台幣200萬元，[28]台灣索尼音樂娛樂70多位員工捐出一日所得，相信音樂旗下全體歌手五月天、梁靜茹、品冠、丁噹、強辯樂團合捐新台幣200萬元，[29]五月天主唱陳信宏（阿信）以其自創服飾品牌「StayReal」名義再捐新台幣50萬元[30]，羅志祥、黃立行、蔡依林、楊丞琳合捐新台幣300萬元，華研國際音樂旗下歌手與員工合捐新台幣200萬元，種子音樂捐出新台幣10萬元。華納唱片捐出一日員工所得新台幣12萬元，旗下歌手F.I.R.飛兒樂團捐出新台幣100萬元給TVBS關懷台灣文教基金會，郭采潔及蕭敬騰各捐出新台幣10萬元。[25]

- 台灣綜藝節目主持人利菁捐出新台幣10萬元，[31]台灣藝人郭書瑤（瑤瑤）捐出新台幣1萬元，[29]台灣歌手蕭亞軒與其母合捐新台幣100萬元給慈濟基金會，ASOS合捐新台幣200萬元給慈濟基金會，歌手方大同捐出新台幣15萬元，台灣歌手陳綺貞買300件T恤、奶粉、尿布等物資，送至位於台北市士林區的八八水災捐助物資集中處。[25]台灣歌手黃文星決定捐出新書《高屏歐兜水》版稅與義賣《高屏歐兜水》書中所穿T恤，所得捐給屏東縣政府救助金專戶。[32]

- 香港演藝人協會於8月17日晚上19:30於亞洲國際博覽館舉辦「8.8水災關愛行動」，由香港各大電子傳媒直播。當晚，電視廣播有限公司行政主席邵逸夫捐款新台幣一億元，而香港賽馬會亦捐款港幣一千萬元。

- 上海東方衛視在2009年8月14日晚間直播由上海市精神文明建设委员会办公室、上海市人民政府台湾事务办公室、上海慈善基金会、上海市红十字会和上海文广新闻传媒集团主办的《天使在人间—上海援助台风灾区大型赈灾晚会》，由赵忠祥、曹可凡、陈蓉和陈辰主持。上海文廣旗下電台上海交通台也并机直播，所募款项將分别捐给台湾和大陆地区受灾省份[33]。

- 福建東南衛視在2009年8月19日晚間直播《閩臺情深，共度難關》福建同胞援助台灣災區賑災晚會。由省福建紅十字會、福建東南衛視、海峽電視臺和廈門衛視聯合舉辦，募集賑災款項人民幣8743.4萬元。其中企業家曹德旺个人捐出人民幣1000萬。與台灣一水之隔的福建，全省各地踴躍捐款。福建與台灣地緣相近、血緣相親、文緣相連、商緣相通、法緣相循，有著割舍不斷的骨肉親情。[34]。

- 上海东方卫视继8月14日举办《天使在人间—上海援助台风灾区大型赈灾晚会》后，与江苏卫视、湖南卫视、浙江卫视、深圳卫视、天津卫视五家电视台在2009年8月20日晚間在东方卫视北京演播室共同并机制作直播《跨越海峡的爱心——援助台湾受灾同胞赈灾晚会》，提供100条线电话接入接受民众捐款，善款将全部用于台湾灾区[35][36][37]。这是地方卫视首次联合举办大型赈灾晚会，创造了中国电视史上的纪录[38]。

### 藝人捐款表
| 捐款金額  | 藝人名稱       |
| --------- | -------------- |
| 約1000萬  | 成龍           |
| 約500萬   | 吳宗憲         |
| 約300萬元 | 林青霞         |
| 約300萬元 | 張小燕         |
| 約200萬元 | 張菲           |
| 約200萬元 | 周杰倫         |
| 約200萬元 | 王力宏         |
| 約120萬元 | 豬哥亮         |
| 約100萬元 | F.I.R.飛兒樂團 |
| 約100萬元 | 胡瓜           |
| 約100萬元 | 蔡琴           |
| 約60萬元  | SHE            |
| 約50萬元  | 林志玲         |
| 約15萬    | 方大同         |
| 約17萬    | 蕭敬騰         |
| 約10萬    | 郭采潔         |
| 約10萬    | 利菁           |

### 企業捐款
| 企業名稱                       | 捐款項目 |  |
| ------------------------------ | --- |  |
| 長榮集團                       | 張榮發個人捐助1億元，集團企業合計捐助4.2億元，共5.2億元。且長榮空廚供應限量麵包餐盒，長榮航運捐贈20個冷凍貨櫃，張榮發基金會提供三千套衣物，長榮飯店及長榮航空提供毛毯、床單、浴巾等必需品，長榮國際儲運負責運送。                                 |  |
| 台達電集團                     | 鄭崇華捐助1億元，台達電及旗下乾坤科技、達創科技、旺能光電、泰達電子等關係企業捐款2億元，台達電子文教基金會捐助2億元，共5億元。 |  |
| 鴻海集團                       | 鴻海教育基金會捐助兩億元、永齡教育慈善基金會捐助一億元及台灣事業員工樂捐七千萬元、中國員工三千萬元，共4億元，並捐贈手電筒1千個、大型LED燈組加蓄電池140個、攜帶式LED燈組400個交予災區使用。                                                        |  |
| 台塑關係企業                   | 台塑企業捐款2億元，員工發起捐贈一日所得，約新台幣1億元，共約3億元。 8/21台塑集團發表記者會，表示水患災情超過預期；因此台塑集團比照921模式，再捐出10億元現金以及認養災區學校重建                                                                   |  |
| 台積電                         | 受災同仁的慰問金5,000萬元，內政部賑災專戶1億元，將協助南科鄰近國中、小學復建工作5,000萬元，共2億元。 |  |
| 國泰金控                       | 董事長蔡宏圖以個人名義捐款1億元，企業捐款1億元，共2億元。 |  |
| 華碩電腦集團                   | 現金1.3億元和市價2,000萬元的1,000台電腦給公益單位，共1.5億元。華碩員工也發起「樂捐一日所得」活動。 |  |
| 金仁寶集團                     | 旗下六家上市公司（金寶電子、仁寶電腦、華寶通訊、智易科技、飛信半導體、康舒科技）共同捐款1.05億元，以及價值約1,500萬元的LED路燈500盞，共1.2億元。                                                                                                  |  |
| 富邦集團                       | 總裁蔡萬才捐出5000萬元，富邦金捐5000萬元，台灣大哥大捐2000萬元，共1.2億元。 |  |
| 群光電子、藍天電腦             | 群光捐5,000萬（3,000萬至紅十字會,2,000萬至慈濟）+藍天捐2,000萬（1,000萬至紅十字會,1,000萬至慈濟）+買義賣品王建民簽名球、球棒、手套4300萬+一日捐197萬+自由捐142萬合計1億1仟6佰萬                                                                   |  |
| 奇美集團                       | 捐出1億元，交由中央與地方政府進行救災。集團旗下奇美醫院提供災區醫療服務。贊助災區學校，啟動「希望校園」計畫。 |  |
| 廣達集團                       | 廣達電腦集團及全體員工發起捐款活動，共同捐出新台幣1億元。 |  |
| 明基友達集團                   | 明基友達文教基金會名義捐出新台幣1億元。 |  |
| 聯發科                         | 捐款1億元，其中2,500萬元將以屏東縣受災地區為主。 |  |
| 旺旺中時集團                   | 蔡衍明以個人名義捐出5000萬元台幣，旺旺集團捐出2500萬元台幣。 |  |
| 和泰國瑞汽車集團               | 該公司所屬八大經銷商、關係企業、基金會，國瑞汽車及集團內所有員工，將共同捐資新台幣6,000萬元。和泰汽車代銷售之TOYOTA及LEXUS品牌，均會自動針對因天災受損（如泡水車）之車主，提供工資零件八折優惠，同時針對高單價的引擎控制單元（ECU）提供六折優惠。 |  |
| 遠東集團                       | 捐款六千萬元，並彙整集團底下遠東百貨、太平洋SOGO百貨及愛買等零售通路與各縣市社會局聯繫送生活必須物資進災區，並派遣亞東醫院醫療救護人員組成醫療小組前進災區。                                                                                      |  |
| 元大金控                       | 元大金控及創辦人馬志玲家族捐款5000萬元。 |  |
| 宏達電                         | 捐款5,000萬元。 |  |
| 寶成國際集團                   | 捐款5000萬元及產品義賣。 |  |
| 臺灣金控                       | 捐助2000萬元。旗下台銀、台銀人壽及台銀證券子公司主管及同仁捐出1730萬元，共約3730萬元。 |  |
| 日月光半導體                   | 捐款3000萬元 |  |
| 光寶科技集團                   | 光寶集團及全體員工，捐款3000萬元。 |  |
| 頂新國際集團                   | 3,000萬元捐款 |  |
| 研華股份有限公司               | 捐款2500萬元 |  |
| 白木屋食品                     | 500萬現金及2000萬元月餅 |  |
| 華南金控                       | 捐助2100萬元。 |  |
| 兆豐金控                       | 捐助2100萬元。 |  |
| 合作金庫銀行                   | 捐助2100萬元。 |  |
| 第一金控                       | 捐助2100萬元。 |  |
| 宏碁公司                       | 捐助受災戶2000萬元。免費替受災戶檢測與維修宏碁資訊產品。 |  |
| 裕隆汽車集團                   | 捐助2000萬元。 |  |
| 中國信託                       | 捐助2000萬元。 |  |
| 新光三越                       | 捐2000萬元予內政部賑災捐款專戶。 |  |
| 巨大機械（捷安特）             | 董監事捐助500萬元，巨大捐款1,500萬元，合計捐款金額2,000萬元。 |  |
| 中華電信                       | 捐2000萬元，并動員員工全力搶修受損設備。 |  |
| 玉山金控                       | 捐助2000萬元。 |  |
| La new                         | 捐款2000萬元。 |  |
| 神基科技                       | 捐助2000萬元。 |  |
| 創見資訊                       | 捐助2000萬元。 |  |
| 美利達                         | 捐款1,600萬元賑災，再捐十台高級自行車及部分周邊商品義賣。 |  |
| 上海商業儲蓄銀行               | 捐助1500萬元。 |  |
| 彰化銀行                       | 捐助1500萬元。 |  |
| 精英電腦                       | 捐助1500萬元。 |  |
| 台新金控                       | 捐助1500萬元。 |  |
| 正隆集團                       | 捐助1500萬元。 |  |
| 國產實業集團                   | 捐助1500萬元。 |  |
| 中華航空公司                   | 捐助1400萬元 |  |
| 凱基證券集團                   | 捐助1400萬元 |  |
| 宏泰企業群益證券與關係企業合捐 | 捐助1200萬元。 |  |
| 智冠科技集團                   | 捐款1200萬元。 |  |
| 義聯集團                       | 捐款1150萬元。 |  |
| 東元電機集團                   | 號召集團旗下包含摩斯漢堡、東訊公司、東友科技、菱光科技等十餘家海內外重要關係企業，共同捐出1000萬元及1000台東元馬達 |  |
| 台灣麥當勞餐廳                 | 七萬個漢堡麵包。麥當勞兒童慈善基金會將提撥1000萬元，購買兒童書籍給災區兒童。 |  |
| 國巨股份有限公司               | 捐助1000萬元。 |  |
| 華晶科技                       | 捐助1000萬元。 |  |
| 技嘉科技                       | 捐助1000萬元。莫拉克颱風受災戶，可持身分證及3年內生產的技嘉泡水主機板、顯示卡至技嘉全省服務中心免費維修。 |  |
| 台灣工銀                       | 捐助1000萬元。 |  |
| 南山人壽                       | 捐助1000萬元。 |  |
| 威剛科技                       | 捐助1000萬元。 |  |
| 聯邦商業銀行                   | 捐助1000萬元。 |  |
| 銀行公會                       | 中華民國銀行公會全國聯合會600萬元、台灣省銀行公會200萬元、台北市銀行公會100萬元、高雄市銀行公會100萬元。 |  |
| 仰德集團                       | 捐助1000萬元與千萬配電器材。 |  |
| 龍巖人本                       | 捐助1000萬元並提供相關物資捐助。 |  |
| 中國人壽保險                   | 捐助1000萬元人民幣。 |  |
| 國票金控                       | 捐助1000萬元。 |  |
| 拓凱實業                       | 捐助1000萬元。 |  |
| 統一企業集團                   | 泡麵七百箱、礦泉水一千兩百箱、麵包三萬八千個到災區，結合各關係企業捐款一千萬元。 |  |
| 全聯福利中心                   | 捐助奶粉、泡麵、礦泉水等共一千萬元物資。 |  |
| 中鼎工程                       | 捐助1000萬元。 |  |
| 婦聯總會                       | 捐助1000萬元。 |  |
| 微星科技                       | 捐助1000萬元。 |  |
| 特力集團                       | 捐出千萬物資，主要品項涵蓋清潔掃除、居家收納、寢具保暖、家用電器、修繕服務等。 |  |
| 85度C咖啡蛋糕烘焙專賣店        | 每天提供3,000個麵包，85度C漏夜趕工請工廠製作上千份麵包、咖啡、蛋糕，第一時間送往災區 |  |
| 中國南方航空台灣分公司         | 捐助1000萬元。 |  |
| 青島啤酒                       | 捐助100萬元人民幣予中華民國紅十字會。 |  |
| P&G寶僑家品                    | 900萬元民生必需品給台灣世界展望會等各賑災機構。 |  |
| 台灣adidas                     | 捐助包含1,300餘雙運動鞋及2,500餘件服飾，約800萬元。並發動員工捐款募集給台灣世界展望會。 |  |
| 大潤發                         | 集結新竹以北各店物資，提供二十萬包泡麵、十二萬瓶礦泉水和十萬包餅乾給災區。 |  |
| 戴爾電腦                       | 捐款約650萬元及發動全球員工自由捐款。 |  |
| 維他露集團                     | 捐助500萬元，外加捐出全體員工一日所得，在物資缺乏的災區也捐出「舒跑」和「御茶園」飲料總共3000箱。 |  |
| 三商美邦人壽                   | 捐助500萬元。 |  |
| Honda Taiwan                   | 捐款500萬，及受災戶維修優惠方案。 |  |
| 和成欣業集團                   | 捐款500萬元，提供受災戶衛浴及熱水器、瓦斯爐、抽油煙機免費的安全檢測服務，更換零件打七折，並免收服務費。 |  |
| 台灣證券交易所                 | 捐款500萬元。 |  |
| 明台產險                       | 捐助500萬元。 |  |
| 台灣人壽                       | 捐助500萬元。 |  |
| 神達電腦                       | 400萬元現金捐贈給中華民國紅十字會及100台Mio衛星導航機器（約100萬元）提供救災使用。 |  |
| 王品餐飲集團                   | 捐助500萬元。 |  |
| 日盛金控                       | 捐助500萬元。 |  |
| 全球人壽                       | 捐助500萬元，開放「保戶受災戶急難慰問金」受理申請。 |  |
| 台灣櫻花                       | 捐款約500萬元賑災，提供不限品牌瓦斯、廚房器具免費安檢。 |  |
| 鈊象電子                       | 員工和公司共同捐出500萬元給中華民國紅十字會總會。 |  |
| 台灣日立公司                   | 捐助500萬元。 |  |
| 安麗日用品                     | 捐助500萬元，並號召全台25萬直銷商及近300名員工共同捐款，照顧因八八水災失去親人的受災兒童直到其成年為止。 |  |
| 新光紡織                       | 捐款500萬元 |  |
| 達芙妮                         | 捐款500萬元。 |  |
| 食益補台灣分公司（白蘭氏）     | 捐款200萬元救助災民外，另將捐贈市價超過250萬元的5萬瓶「白蘭氏兒童雞精」。 |  |
| 保誠人壽                       | 保誠與員工共捐425萬元。 |  |
| 屈臣氏                         | 捐款100萬並投入300萬物資 |  |
| 台灣菸酒公司                   | 捐贈紅麴養生薄餅4,000箱、紅麴味噌拉麵3,600箱、台酒好水2,600箱等三項產品共10,200箱；計350萬元物資。 |  |
| 摩根大通集團                   | 包含銀行、證券與摩根富林明資產管理公司，總共捐款10萬美元。 |  |
| 帝亞吉歐                       | 捐款300萬元 |  |
| 味王公司                       | 捐款300萬元給受災最嚴重的台南縣、高雄縣及屏東縣100萬元，同時也捐贈泡麵、飲料及罐頭食品等物資達百萬元。 |  |
| 振興醫院                       | 一日所得300萬元。 |  |
| 全家便利商店                   | 現金300萬元；民眾每認購一項愛心物資，店鋪就相對捐出一元。 |  |
| 家樂福                         | 200萬元物資。 |  |
| 悠遊卡公司                     | 捐款150萬元。 |  |
| 台糖                           | 捐助百萬元物資，提供米、礦泉水、玉米罐頭及早餐包。 |  |
| 兄弟象                         | 100萬元，並舉行簽名義賣。 |  |
| 順得企業                       | 捐款100萬元。 |  |
| 犇亞證券                       | 捐助100萬元。 |  |
| 中華職棒大聯盟                 | 捐出30萬元。 |  |
| 鐵牛運功散                     | 捐助10萬元。 |  |
| 僑福房屋                       | 員工合捐10萬元給基隆市家扶中心。 |  |
| 肯德基                         | 與台南縣社會局合作，提供受災民眾餐點。 |  |
| 大同綜合訊電（大同3C）         | 出動七十輛巡迴服務車深入災區，提供家電免費到府健康檢查，家電維修免工資，耗材零件費打七折。 |  |
| 燦坤3C                         | 動員「電氣醫生」前往災區免費維修。 |  |
| 台鹽                           | 提供5千箱台鹽海洋生成水。 |  |
| 海航集團                       | 捐助100萬元人民幣。 |  |
| 春喬食品                       | 提供一千箱八寶粥 |  |
| 泰山企業                       | 五百箱礦泉水 |  |
| 南興企業                       | 提供法國麵包 |  |
| 新竹貨運                       | 提供兩部二十噸的大卡車，運送苗栗愛心物資 |  |

### 宗教捐助
| 捐款金額   | 宗教組織名稱              |
| ---------- | ------------------------- |
| 約3500萬元 | 國際佛光會中華總會        |
| 約3000萬元 | 北港朝天宮                |
| 約2100萬元 | 中台禪寺                  |
| 約2000萬元 | 財團法人台北行天宮        |
| 約1000萬元 | 大興善寺                  |
| 約500萬元  | 佛光山                    |
| 200萬元    | 天主教輔仁大學            |
| 約165萬元  | 教宗本篤十六世            |
| 100萬日元  | 日本立正佼成会。          |
| 5萬美元    | 第十四世達賴喇嘛·丹增嘉措 |

此外，曾獲得諾貝爾和平獎的第十四世達賴喇嘛則於8月30日至9月4日第三次應邀訪台，赴災區撫慰災民。

## 國際援助

### 亞太地區
- 日本透過日本交流協會捐款1,000萬日圓（合新台幣300餘萬元）[117]，日本政府並在8月17日另決定追加以1億日圓（約新台幣3500萬元）為上限的緊急援助。[118]總計6千萬日圓。[119]8月19日，日本政府亦宣佈決定派遣一支由5人組成的國際救援隊前往台灣，並且提供緊急救援助物資。[120]
- 政府捐贈120,000美元。[119]民間搜救隊自費來台，8月16日至高雄縣六龜鄉新開部落協助搜尋。[121][122]8月21日，有來自韓國民間捐助的500份救援物資，經由國人以四輪傳動車輛和人力背運方式將這批救援物資送進阿里山災區[123]。另外，韓國鉅鵬集團會長白茸基8月21日在駐韓國台北代表部，向駐韓代表陳永綽捐贈了1,000萬韓元（約26萬3000新台幣）作為賑災基金。[124]
- 中国大陆透過海協會捐款人民幣1億6百萬元與港幣500萬元（合新台幣5.4億元）。除此，北京方面同時亦捐贈1000間組合屋，並於8月18日下午陸續以海運及空運運抵高雄港及高雄小港機場[125]。中華民國海基會發言人馬紹章於民國一百年五月表示該會實際收到的匯款約新台幣22億多元。[126]。2010年8月24日，陸委會公布中國大陸對台八八水災的捐款實收已逾新台幣33億。若加已確認中國大陸紅十字會兩筆總計新台幣4億5,000萬的捐款；以及捐贈組合屋、毛毯等實物，折合約1億700萬元，八八水災來自中國大陸的捐款將近新台幣40億元。另聲明，中國大陸台商約有1億3000多萬元透過海基會轉捐助，但此部分不納入中國大陸對台的捐款數字。[127][128]；2011年12月2日，大陸海協會援建南投仁愛鄉原住民的9座橋樑竣工啟用。該援建項目金額趨4800萬新台幣[129]。
- 新加坡政府捐款20萬美元與新幣5萬元（合新台幣110萬元）的藥品[130]。
- 香港透過向香港立法會申請撥款約2億新台幣賑災[131]。商人李嘉誠透過李嘉誠基金會捐款新台幣1億元予中華民國紅十字會[132]。
- 澳門透過澳門紅十字會向台灣捐助1000萬澳門幣，澳門基金會也向台灣捐出200萬澳門幣[133]。
- 泰國政府捐款新台幣1,165,000元[119]
- 政府捐贈20萬顆氯錠、5040個消毒水專用水桶、100台手動消毒機等八八水災救災物質，分裝六個航空貨運貨盤及兩個航空貨運貨櫃，8月16日清晨5時20分由華航班機免費從雪梨運抵桃園機場，通關後立即運往災區。[134]
- 新西兰政府捐款100,000紐西蘭元[119]
- 以色列政府與該國知名淨水處理廠商DANOR及WATERSHEER捐贈了SOS TANK緊急供水桶7座、150套個人緊急飲水維生器SULISPPD及2套7000公升的水質輸送器，8月14日晚間10:30由泰航運抵台灣。[135][136][137]

### 美洲

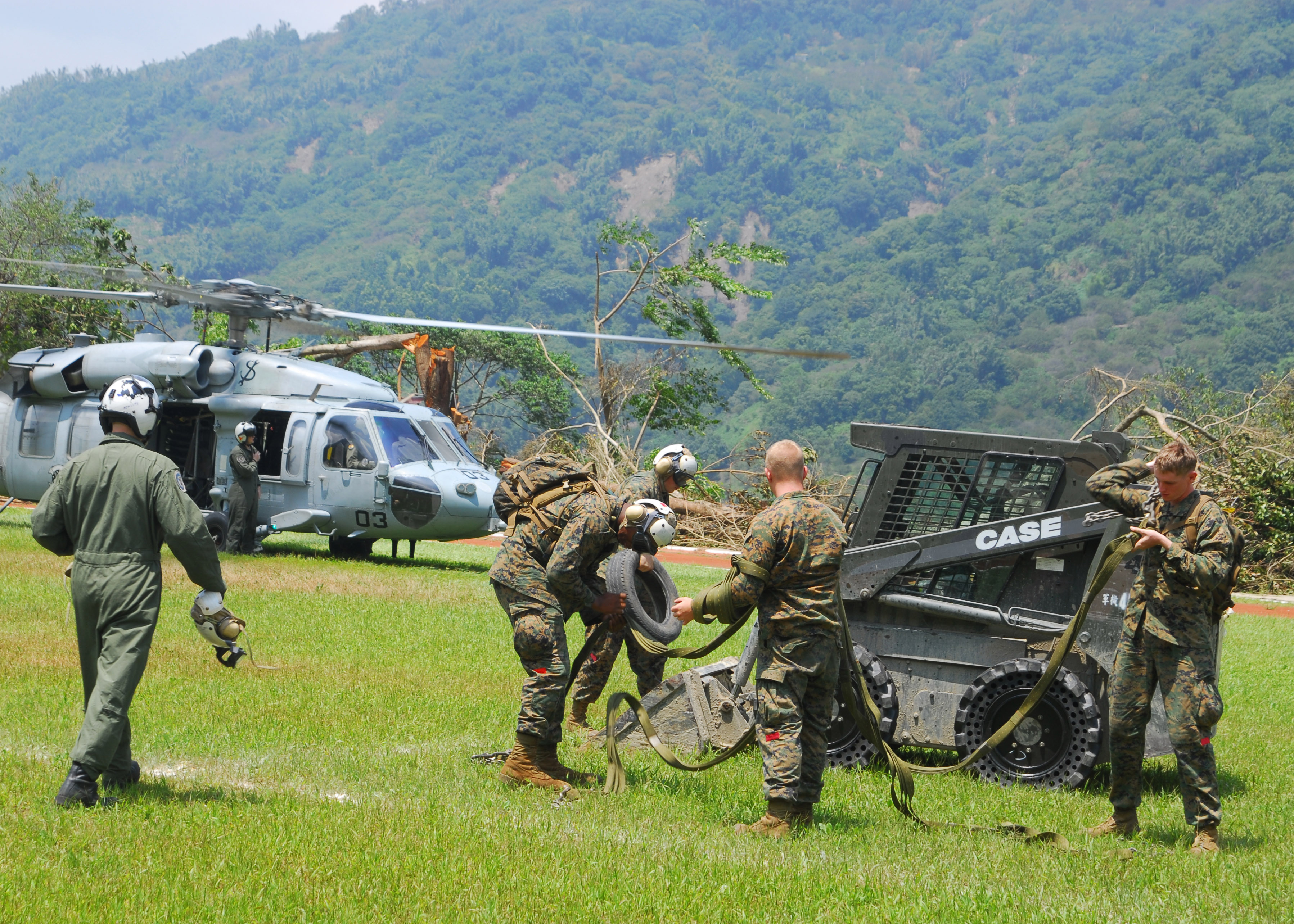
美國海軍MH-53E海龍直升機及美國海軍陸戰隊隊員飛抵台灣高雄縣三民鄉民權村（現高雄市那瑪夏區）運送物資，2009年8月19日。

- 美国透過美國在台協會（AIT）捐款25萬美元（合新台幣821萬5千元）給中華民國紅十字會，表達對災民的關切之意[138]，並表示願意全力提供必要的援助[139]，也表示「美國在亞太地區有強大的資源可以協助救災」。[140]美軍派遣重型軍用直升機來台協助救災後勤支援，這是美國與中華民國斷交迄今30年以來，首度有美軍軍機高調抵達台灣。[141]總計七天的美軍救災任務中總共出動有75架次。[142]美方賑災期間曾向中華民國陸軍第八軍團指揮部派遣美軍聯絡官，人選為1979年斷交以來第一位派駐美國在台協會台北辦事處的美國海軍陸戰隊現役軍官麥德威（Scott D. McDonald）上尉[143]。
- 加拿大捐款50,000加幣[119]
- 圣卢西亚捐贈10萬美元協助救災[144]。

### 歐洲
- 欧盟預計8月17日派遣5名專家前來勘災9天，深入評估未來歐盟對台灣提供的協助。歐盟並將捐贈台湾的水質淨化劑預計8月21日運達。[145]
- 英国捐贈的八八水災救災物資，包括組合屋及附屬救災物資，分裝五個航空貨運貨盤，由阿酋航空全貨機載運，8月16日凌晨3時20分運抵桃園機場，地勤人員卸載後先送往永儲航空貨運站，通關後運往災區搭建。[146]
- 法國捐款30,000歐元。[119]
- 梵蒂冈教宗本篤十六世捐款50,000美元。[119]